# Irish Chamber Orchestra
L'Irish Chamber Orchestra (ICO), parfois connu en français sous le nom d'Orchestre de chambre d'Irlande ou Orchestre de chambre irlandais, est un ensemble de musique classique irlandais, basé administrativement à l'Université de Limerick, créé en 1963.

## Historique
L'Irish Chamber Orchestra (ICO) est fondé en 1963 par János Fürst.
L'ICO est composé exclusivement de cordes pendant de nombreuses années, ajoutant des vents, des cuivres et des percussions supplémentaires en cas de besoin. En 1970, il prend le nom de « New Irish Chamber Orchestra » sous la direction d'André Prieur. L'orchestre effectue sa première tournée en Amérique du Nord en 1978. En 1995, l'orchestre reprend son nom d'origine. L'orchestre engage des cornistes et hautboïstes en 2008.

## Description
Après plusieurs directeurs artistiques dont Fionnuala Hunt, Nicholas McGegan et Anthony Marwood (en), l'orchestre adopte une nouvelle approche en nommant à sa tête le chef d'orchestre hongrois Gábor Takács-Nagy et le clarinettiste et compositeur Jörg Widmann. Depuis mai 2022, Thomas Zehetmair est chef principal.
L'orchestre se rend dans diverses salles de concerts du pays et organise également une saison de concerts régulière à Limerick et Dublin. Dans le passé, l'orchestre a également effectué des tournées à travers l'Europe, l'Australie, la Corée du Sud, la Chine et les États-Unis.
Les compositeurs irlandais Frank Corcoran (en),, Mícheál Ó Súilleabháin (en),, ou encore Bill Whelan ont travaillé avec l'orchestre.
L'orchestre enregistre le CD Plectrum & Bow avec le compositeur et guitariste américain Steve Mackey. Il présente son Concerto pour violon et cordes, commandé conjointement par l'Irish Chamber Orchestra, l'Académie de St-Martin-in-the-Fields et le DeBartolo Performing Arts Center (University of Notre Dame, États-Unis). L'ICO a également enregistré Night Moves, sous la direction de Gérard Korsten (en) ou encore le disque Hommage qui présente des œuvres du compositeur irlandais John Kinsella,.
L'orchestre possède un studio construit sur mesure, avec une acoustique modélisée, sur le campus de l'UL, à Limerick.
En avril 2025, Henning Kraggerud est nommé nouveau partenaire artistique et chef d'orchestre de la formation pour trois ans, à compter d'août 2025.

## Directeurs artistiques
- Janos Fürst
- André Prieur
- Nicholas Kraemer (en) (directeur artistique, 1986–1992)
- Fionnuala Hunt (directrice musicale, 1995–2002)
- Nicholas McGegan (directeur musical, 2002–2005)
- Anthony Marwood (en) (directeur artistique, 2006-2011)
- Jörg Widmann (chef invité principal, 2011-2017 ; chef principal, 2017-2022)[19]
- Gábor Takács-Nagy (partenaire artistique principal, depuis 2013)
- Thomas Zehetmair (chef d'orchestre principal, depuis 2022)[5]
- Henning Kraggerud (partenaire artistique et chef d'orchestre, à partir d'août 2025)[18]